# Källby, Lunds kommun

## Källby - by med forntida spår
I Källby har gjorts fynd av mellanneolitiska boplatslämningar. Det finns belägg för bebyggelse från mellanneolitikum till vikingatid. Allt talar för att området har haft bosättning under mycket lång tid. Detta är föga förvånande. Moränleran är god jordmån. Bosättningen vid Höje å är attraktiv som bosättningar vid skånska åar visar. Några mer sammanfattande slutsatser kan inte dras om stenåldersbosättningarna vid Källby.

## Bronsåldern finns också företrädd
Detta är inte allt som finns att berätta om Källbys förhistoria. I Lunds kommuns bevaringsprogram ”Utanför Vallarna” sidan 136 redogörs för Källbys förhistoria. Där finns en karta där man se var de olika fynden gjordes. Där nämns som punkt 5 : ”Gravhög med gravar från y stenålder och ä bronsålder, borttagen 1938”. Vill man veta mer om denna gravhög får man leta sig till C A Mobergs artikel ” A burial mound at Källbymölla”. Moberg berättar att människoben hade hittats under dikesgrävning. Benen hittades vid  en stenkonstruktion. En undersökning av Lunds universitets historiska museum (LUHM) ledde till upptäckten att stenarna var centralröset i en utplånad gravhög. Platsen ligger 400 m från och norr om Höje å ca 15 m över åns yta. 450 m åt väster i samma läge på sluttningen finns en typisk bronåldershög den s.k Lyckebacken.
Röset med cirkulär kontur och ungefär jämn yta och diameter på 8 m. Tjockleken ca 80 cm. Stenarna 30-40 cm stora. Inuti konstruktionen hittades 4 skelettgravar. En centralgrav och tre sekundärgravar, en inuti röset, en i kanten och en utanför röset.
Grav 1. Centralgraven hade en stenpackning för en träkista av knytnävsstora flintstenar liggande på möränlerabotten. Orienterad NO-SV mått 260X 75 cm. På stenpackning fanns små skelettfragment med huvudet i NO. Fyra hörntänder av hund nära käken var enda gravgåvorna (tandpärlor?)
Grav 2. Sekundärgrav  inuti röset, i övre del av röset, 1,5 m från södra änden låg ett skelett i ryggläge, utsträckt med armarna vid sidorna. Huvud i NV. Gravkonstruktion kunde inte bestämmas. Inga gravgåvor.
Grav 3. Sekundärgrav i kanten av röset. På norra sidan, stenpackning 385 cm x 130 cm, för en träkista med rundad botten 250 cm lång och 60 cm bred. De bevarade skelettdelarna klargjorde att kroppen legat i ryggläge med höger underarm över kroppen och vänstra vid sidan. Gravfynd bronspincett. Grav 3 kan ha omgetts av en stenkrets, fyrkantig av större stenar.
Grav 4. Sekundärgrav utanför röset, 1 m norr om röset, stenpackning för  träkista. Riktad NO-SV 340 cm lång 110-150 bred. Kistan 280-80 cm. Skelettrester visade att huvudet varit i nordost. Vid käken hittades en tutulus med spetsen uppåt. 10 cm från skuldran låg en andra tutulus med spetsen nedåt. Det fanns också en bronsdolk som gravgåva.
Moberg avslutar med dateringen av gravarna. Grav 3 och 4 från bronsåldern troligast per 2. Centralgraven troligen från senneolitisk tid med tandpärlor som gravgods.

## Källbys järnåldersgravfält
Lundaprofessorn Berta Stjernquist gav 1976 ut ”Lundbygden före Lund” i Lundabygdens Sparbanks årsredovisning. Hon beskriver den äldsta järnåldern som fyndfattig och nämner sedan Uppåkra. ”En av boplatserna från järnåldern är av betydande mått. Den ligger i anslutning till Uppåkra kyrka  på Uppåkra nr 8. Området med husgrunder och kulturlager kompletteras av ett gravfält..... Av de redan gjorda undersökningarna kan man emellertid se att här har legat en omfattande  järnåldersbebyggelse från tiden omkring Kr,f till vikingatid. På kyrkogården har man stött på förhistoriska gravar, som kan dateras dels till 200-talet, dels till 800-talet.”
Men vi skulle ju till Källby. Berta Stjernquist skriver ” Vid Källby inom Lunds stadsområde har ett stort gravfält undersökts i olika etapper. Här anlades flera rika skelettgravar i romersk järnålder. Fynden är lerkärl, fibulor, kammar, pärlor...... 1933 hittades ca 200 m nordväst om Källby gård utom föremål från yngre stenålder och från medeltid även föremål från en praktfull grav från tidig vikingatid. Där fanns kniv, fällkniv och ring av järn, järnsvärd, läderrester och en mängd beslag som tillhört ett betsel. Bland dessa beslag finns förgyllda bronsföremål i karvsnittsornamentik ornerade med geometriska ornament, bladornament, och stiliserade djurfigurer. Stilistiskt finns samband med  västeuropeiskt konsthantverk och det är möjligt att beslagen är importerade. I varje fall är det en ryttares förnämliga utrustning som hittats i Källby”. I samma skrift nämner Stjernquist också : ”på platsen för S:t Lars sjukhus har man hittat en skelettgrav med pärlor av bärnsten och glas."  Vetenskapligare publikationer ger oss fler detaljer.
I B. Stjernquists doktorsavhandling ”Simris ” finns en gravförteckning över skelettgravar. I Torna härad finner vi under Lunds stad:
1. S:t Lars Sjukhus. LUHM kat nr	12583. Gravgods : 12 pärlor av bärnsten, glas och lera.
2. Källby. LUHM 28430:I Gravgods	krukor 2 st, två silverpärlor med spiral och timglasform.
3. Källby. LUHM 28430:II Gravgods ,	kruka, nålfragment av järn, 11 pärlor av bärnsten, glas och	glasmassa, mindre bronsring
4. Källby. LUHM 28430:III Gravgods	pärla av röd glasmassa.
5. Källby. LUHM 28430:IV Gravgods	kruka, brons bältesbeslag, pärla av vit glasmassa.
6. Källby. LUHM 28430:V Gravgods	Kroka med handtag på sidan, dekorerad med vinklar och linjer. Kam.
7. Källby. LUHM 28430:VI Gravgods 2	större och en mindre kruka, fibula av brons, 62 pärlor av	bärnsten, glas och glasmassa.
8. Källby. LUHM 28430:VII Gravgods	fragmentarisk kruka med handtag, dekorerad med sig-zag linjer, samt en odekorerad kruka.
9. Källby. LUHM 28430:VIII Gravgods	odekorerad fragmentarisk kruka med handtag,
10. Källby. LUHM 28430:IX Gravgods	två fragmentariska krukor. En med ornament.

Här får vi alltså veta om 10 gravar varav 9 i Källby. De som har samma katalognummer är  grävda samtidigt. I Märta Strömbergs uppsats ”Tre nyfunna gravar från senromersk järnålder vid Källby” , berättas bakgrunden. Märta skriver : ”År 1937 undersöktes 9 skelettgravar från romersk järnålder och tidig folkvandringstid i Källby. Alla gravarna låg på ett djup av 70 cm och innehöll skelett, som dock i flera fall var förmultnade eller skadade. De bevarade skeletten låg i utsträckt ryggläge med huvudet i NO eller ONO.” 1937 års undersökningar utfördes av Bror Magnus Vifot, Uppåkras upptäckare. På samma plats anträffades boplatsrester, kolhaltig jord, djurben, krukskärvor, delar av kvarnstenar och en kniv av järn.
1939 påträffades ett litet lerkärl från romersk järnålder (LUHM nr 28529). Det är troligtvis ännu en grav.
1952 undersöktes 5 skelettgravar av B Stjernquist. Alla var fyndlösa utom en som innehöll en bronsring, samt rester av läder och trä. Enligt Lunds bevaringsprogram var dessa gravar från tidig medeltid.
1933 påträffades den ryttargrav som Stjernquist nämner ovan. Den beskrevs av D.M Wilson i ”An early Wiking age grave from Källby” från 1955.
Summerat blir det 17 järnåldersgravar. Och det är inte nog med detta. Märta Strömbergs undersökning 1954 gav ytterligare tre gravar från romersk järnålder / folkvandringstid. De hittades vid ledningsgrävning för en elledning. De är mycket väl beskrivna i Märtas uppsats från 1955. Alla dessa tre gravar var av samma typ som 1937 års undersökning från romersk järnålder eller tidig folkvandringstid. Gravgåvor krukor, kammar, fibulor etc.
Viktigt är också Märta Strömbergs slutord : ”Ännu torde det emellertid vara blott en liten del av gravfältet vid Källby, som påträffats vid dessa utgrävningar, vilka inte fått företagas på eget initiativ från arkeologernas sida utan måst avpassas efter de ingrepp, som nödvändiggjorts vid nedläggning av olika underjordiska ledningar.”. Det vi har berättat om  är troligen bara en liten del av gravfältet på platsen. Fortsatta undersökningar kan vara av stort värde inte bara för att förstå Källby utan också för att förstå Uppåkra och dess omland.

## Källby  - en utplånad by
Rubriken ovan är också en rubrik  i Lunds bevaringsprogram . I nutid är byn Källby också totalt försvunnen.
Byplatsen för Källby by låg  väster om nuvarande Källbybadet. Där har funnits som mest tre gårdar. Största gården hade en vattenkvarn, Källbymölla, ett namn som ofta fick beteckna hela byn. Skriftligt omnämns Kielby första gången 1314 då Erik Menved förbjuder skåningarna att använda Kielby vad. 1338 arrenderas möllan av Jens Uffesen. Redan då ägs möllan av Bosjökloster. Möjligen har den varit i klostrets ägo från dess grundande 1181.  Det är oklart när egendomen kom i klostrets ägo, men enligt ej samtida uppgifter ska klostrets grundläggare Tord gelkare ha skänkt Källbymölla till klostret vid grundandet 1181. År 1338 arrenderades egendomen ut till riddare Jens Uffesen, och året efter beskrevs den som en gård och en mölla. 1560 efter reformationen flyttades nunnorna från Bosjökloster till Sankt Peters Kloster i Lund. Troligen överfördes då Källby mölla till  Sankt Peters kloster också.
Det var danska staten som ägde klostren efter reformationen men 1650 pantsattes egendomen. 1664 köptes egendomen av Peder Winstrup, den kände lundabiskopen. Han ägde då redan Värpinge. Värpinge och Sankt Peters kloster ägdes sen samfällt men Källby såldes ifrån. På 1600-talet bestod Källby av tre gårdar, Källbymölla 1 mantal, samt ytterligare en gård på ½ mantal och en gård på ¼ mantal. På 1700-talets slut återköptes hela Källby till Trolleberg och Sankt Peters Säterier utom scolaejordarna som var knutna till Katedralskolan. Dessa bröts ut i enskifte 1799 och samlades i en triangel närmast Lund. Det är på scholae jorden som Klostergårdens idrottsplats har anlagts.
Bebyggelsen på Källby är svår att spåra före 1800-talet. Husförhörslängder från 1820 ger bilden av en ökande befolkning. 1860 fanns 14 hushåll i byn. Det fanns 8 husmän, tre gårdar: möllaren,och 2 åbor. därtill en rotesoldat och två hushåll utan jord. Efter 1860 var antalet hushåll konstant. Skildringen avslutas med att berätta om hur byn utplånades. Lund stad köpte området väster om järnvägen 1929. Det var först för byggande av reningsverket, men 1938 skapas norr därom industriområdet. Beslutet togs utan sedvanlig behandling och marken överläts olagligt gratis till Åkerlund och Rausing. 1939 och 1943 köpte staden resten av marken väster om järnvägen. 1957 köpte man marken öster om järnvägen och samtidigt köpte man den s.k. Klostergården. Det var på dessa marker bostadsområdet Klostergården byggdes 1961-1966. Idag återstår bara ett hus i det gamla Källby. Det ligger nära det gamla bycentrat vid sidan av den lilla väg som leder till gångbron över Höje å mot Flackarp.
Södra Lund har dominerats av mäktiga maktcentra. Först Uppåkra, sedan Kyrkan i ärkebiskopsstaden, privata adelsfamiljer på Trolleberg,  och nu slutligen Lunds kommun. Det har format platsens historia i 1000 år. Nu finns planer att flytta reningsverket till Malmö och bygga en ny stadsdel Källbystaden på den gamla byns marker. Då skulle Källby återuppstå men som en modern stadsdel i förtätat framtida Lund.
Namnet Källby lever kvar i Källbybadet, ett friluftsbad som anlagts på byns gamla marker.  Källby vattenverk vid Höje å, Utöver detta ligger  Källby skola alldeles intill stadskärnan.